# Heliyon
Heliyon — це щомісячний рецензований міждисциплінарний науковий журнал, який висвітлює дослідження в усіх галузях науки, соціальних і гуманітарних наук, а також мистецтва.
Heliyon був створений у 2015 році та видається Cell Press. Журнал поділений на численні розділи, у кожному з яких є своя редакційна команда.

## Реферування та індексування
Журнал реферується та індексується за:
- CAB Abstracts[3]
- Current Contents/Physical, Chemical & Earth Sciences[4]
- Science Citation Index[4]
- Scopus [5] і Zoological Record[4]